# Donal Donnelly
Donal Donnelly (Bradford, 6 juli 1931 - Chicago, 4 januari 2010) was een Iers acteur.
Donnelly maakte tournees bij het Iers repertoiretoneelsgezelschap van Anew McMaster en keerde dan terug naar Engeland, waar hij een rol speelde met Rita Tushingham in de fim The Knack ...and How to Get It. Zijn doorbraak kwam met zijn rol van Gar Private in de wereldpremière van Philadelphia, Here I Come! van Brian Friel, in een regie van Hilton Edwards in 1964. Samen met Patrick Bedford werd hij daarvoor genomineerd voor een Tony Award in 1966. Hij speelde nog verschillende belangrijke rollen in succesrijke stukken op Broadway.
Hij speelde verder onder meer de rol van aartsbisschop Gilday in de fim The Godfather Part III en was te zien in de sitcom Yes Honestly met Liza Goddard.
- Bibliothèque nationale de France: cb13823554d (data)
- International Standard Name Identifier: 0000 0000 6445 0714
- Library of Congress Control Number: n91069849
- MusicBrainz: 34c45476-2ea0-4367-ba8b-21002fe81060
- Nationale Bibliotheek van Israël: 987007449597105171
- Virtual International Authority File: 94022334
- WorldCat: E39PBJyhghpYbdpRhbYKkr6dwC